# Pałac Tessinów
Pałac Tessinów (szw. Tessinska Palatset) – barokowy pałac w Sztokholmskiej dzielnicy Gamla stan oddany do użytku w 1701 roku.
Pałac zaprojektował dla siebie Nicodemus Tessin Młodszy. Budowa rozpoczęła się w 1694, a skończyła w 1701 roku.
Budowla stoi na wąskiej parceli rozszerzającej się ku dziedzińcowi z pięknym barokowym ogrodem. Dość ascetyczna fasada ozdobiona jest portykiem inspirowanym na pałacach rzymskich.
W 1773 roku gmach kupiło miasto z przeznaczeniem na rezydencję gubernatora. Od 1968 roku pałac stanowi siedzibę przewodniczącego rady regionu Sztokholm.